# Porucznik marynarki
Porucznik marynarki (por. mar.) – wojskowy stopień oficerski w polskiej Marynarce Wojennej, odpowiadający porucznikowi w Wojskach Lądowych i Siłach Powietrznych. Jego odpowiedniki znajdują się także w marynarkach wojennych innych państw.

## Geneza
Porucznik pojawił się w marynarkach wojennych krótko po wprowadzeniu tytułu kapitana.  Termin „porucznik” został zapożyczony przez floty z wojsk lądowych, gdzie  lieutnant (fr.) oznaczał zastępującego dowódcę. Analogiczną funkcję pełnił na okrętach. W czasie, gdy kapitanowie dowodzili okrętami, porucznicy byli ich zastępcami. Czasem także dowodzili jednostkami pomocniczymi.
W Polsce tytuł porucznika miał inne znaczenie. Dotyczył dowódcy piechoty morskiej lub grupy abordażowej zaokrętowanej na okrętach. Przekształcony w stopień wojskowy w ok. XII wieku znalazł się w hierarchii pod kapitanem. W XIX wieku wprowadzono w Wielkiej Brytanii jeszcze jeden, niższy stopień – podporucznika, który w krótkim czasie znalazł zastosowanie w innych marynarkach wojennych.

## Użycie
W Polsce właściwy stopień porucznika marynarki powstał w 1921, wraz z pozostałymi pierwszymi stopniami w Marynarce Wojennej. Wcześniej, od 1918 używano już stopnia porucznika marynarki, ale był to zapożyczony z Wojsk Lądowych stopień porucznika, z dodanym przymiotnikiem „marynarki”. Od momentu utworzenia porucznik marynarki znajduje się w hierarchii pomiędzy podporucznikiem marynarki, a kapitanem marynarki i jest odpowiednikiem porucznika. W latach 1921–1952 był najwyższym stopniem oficerów młodszych, a od 1952 jest w tej grupie stopniem środkowym. 
Stopień wojskowy porucznika marynarki jest zaszeregowany dla grup uposażenia nr 12-12A. W kodzie NATO określony jest (wraz z podporucznikiem marynarki) jako OF-01.
Jego odpowiednikami w marynarkach wojennych innych państw są m.in.:
- Sub-Lieutenant – Wielka Brytania;
- Lieutenant junior grade – Stany Zjednoczone;
- Starszyj lejtenant – Rosja;
- Oberleutnant zur See – Niemcy;
- Alférez de navío – Hiszpania;
- Segundo-tenente – Portugalia;
- Enseigne de Vaisseau de 1ère Classe – Francja;
- Löjtnant – Szwecja;
- Tenente di Vascello – Włochy;
- Luitenant ter zee der 2e klasse – Holandia.